# Чижувка (Мазовецьке воєводство)
Чижувка (пол. Czyżówka) — село в Польщі, у гміні Стара Блотниця Білобжезького повіту Мазовецького воєводства.
Населення — 161 особа (2011).
У 1975-1998 роках село належало до Радомського воєводства.

## Демографія
Демографічна структура станом на 31 березня 2011 року:
|          | Загалом | Допрацездатний вік | Працездатний вік | Постпрацездатний вік |
| -------- | ------- | ------------------ | ---------------- | -------------------- |
| Чоловіки | 77      | 17                 | 54               | 6                    |
| Жінки    | 84      | 14                 | 56               | 14                   |
| Разом    | 161     | 31                 | 110              | 20                   |